# Cerro Las Viejas
El Cerro las Viejas es un pico de montaña ubicado al norte de Mucuchíes, de la Sierra La Culata en el Estado Mérida. A una altitud de 4.015 m s. n. m. el Cerro Las Viejas es una de las montañas más altas en Venezuela. El ascenso se consigue desde Apartaderos o del caserío «Pueblo Nuevo».

## Ubicación
El Cerro Las Viejas está ubicado en el corazón de los páramos andinos ubicados al norte de la ciudad de Apartaderos y Sam Rafael de Mucuchíes. Hacia el oeste y cruzando el valle del Llano del Hato y su Observatorio Astronómico Nacional de Llano del Hato está el Cerro Portachuelo a 3.895 m s. n. m. A poca distancia hacia el norte está el valle de «La Asomada» y el Cerro El Duende a orillas de «Casa de Gobierno».